# Neoscona subfusca alboplagiata
Neoscona subfusca là một phân loài nhện trong họ Araneidae.
Loài này thuộc chi Neoscona. Neoscona subfusca alboplagiata được Lodovico di Caporiacco miêu tả năm 1947.